# Acid Blue 22
Acid Blue 22 oder C.I. 42755  (auch Anilinblau wasserlöslich) ist ein Säurefarbstoff aus der Gruppe der Triphenylmethanfarbstoffe. Sowohl das Stoffgemisch von Acid Blue 22 mit dem sehr ähnlichen Acid Blue 93 (Methylblau) als auch diese beiden Reinstoffe selbst werden häufig als Anilinblau wasserlöslich bezeichnet.

## Eigenschaften
Acid Blue 22 hat ein Absorptionsmaximum im Wellenlängenbereich von 600 nm. Der Farbstoff ist in Wasser löslich.

## Verwendung
Acid Blue 22 färbt Kollagen in Gewebestrukturen blau. Es wird als Farbstoff für die Polychrom-Färbung von histologischen Schnitten, in der Cytologie und als pH-Indikator (pH 10,0–13,0) verwendet. Es wird auch zur Sichtbarmachung von Chromosomen benutzt. Ferner wird es für die Herstellung von Tinte und das Färben von Baumwolle, Seide und Papier verwendet. Der Farbstoff ist außerdem im Chinablau-Lactose-Agar enthalten und dient dabei als pH-Indikator, um die Säurebildung durch Bakterien beim Abbau von Lactose anzuzeigen.